# Gary Gibbons
Gary William Gibbons (né le 1er juillet 1946) est un physicien théorique britannique.

## Biographie
Gibbons est né à Coulsdon, Surrey. Il fait ses études à la Purley County Grammar School et à l'Université de Cambridge, où en 1969 il devient étudiant-chercheur sous la direction de Dennis Sciama. Lorsque Sciama part à l'Université d'Oxford, il devient l'élève de Stephen Hawking, obtenant son doctorat à Cambridge en 1973.
Hormis un séjour à l'Institut Max Planck de Munich dans les années 1970, il reste à Cambridge tout au long de sa carrière, devenant professeur titulaire en 1997, membre de la Royal Society en 1999 et membre du Trinity College de Cambridge en 2002.
Après avoir travaillé sur la relativité générale classique pour sa thèse de doctorat, Gibbons se concentre ensuite sur la théorie quantique des trous noirs. Avec Malcolm Perry, il utilise les fonctions de Green thermique pour prouver l'universalité des propriétés thermodynamiques des horizons, notamment les horizons d'événements cosmologiques. Il développe l'approche euclidienne de la gravité quantique avec Stephen Hawking, qui permet une dérivation de la thermodynamique des trous noirs à partir d'une approche intégrale fonctionnelle. Comme l'action euclidienne pour la gravité n'est pas définie positive, l'intégrale ne converge que lorsqu'un contour particulier est utilisé pour les facteurs conformes.
Il travaille ensuite sur la supergravité, les p-branes  et la Théorie M, principalement motivées par la Théorie des cordes. Gibbons reste intéressé par les problèmes géométriques de toutes sortes qui ont des applications en physique.
Gibbons est élu Fellow de la Royal Society (FRS) en 1999.